# UFC on ESPN: dos Anjos vs. Edwards
UFC on ESPN: dos Anjos vs. Edwards (conosciuto anche come UFC on ESPN 4) è stato un evento di arti marziali miste tenuto dalla Ultimate Fighting Championship il 20 luglio 2019 all'AT&T Center di San Antonio, negli Stati Uniti d'America.

## Risultati
|                  | Divisione              |                     |                 |                    | Metodo                                      | Round           | Tempo           | Premio          |
| Card Principale  | Card Principale        | Card Principale     | Card Principale | Card Principale    | Card Principale                             | Card Principale | Card Principale | Card Principale |
| ---------------- | ---------------------- | ------------------- | --------------- | ------------------ | ------------------------------------------- | --------------- | --------------- | --------------- |
|                  | Pesi welter            | Leon Edwards        | batte           | Rafael dos Anjos   | Decisione unanime (50–45, 49–46, 49–46)     | 5               | 5:00            |                 |
|                  | Pesi massimi           | Walt Harris         | batte           | Oleksij Olejnik    | KO (pugno)                                  | 1               | 0:12            | POTN            |
|                  | Pesi massimi           | Greg Hardy          | batte           | Juan Adams         | KO tecnico (pugni)                          | 1               | 0:45            |                 |
|                  | Pesi leggeri           | Dan Hooker          | batte           | James Vick         | KO (pugni)                                  | 1               | 2:33            | POTN            |
|                  | Pesi leggeri           | Alexander Hernandez | batte           | Francisco Trinaldo | Decisione unanime (30–27, 30–27, 29–28)     | 3               | 5:00            |                 |
|                  | Pesi massimi           | Andrej Arloŭski     | batte           | Ben Rothwell       | Decisione unanime (30–27, 30–27, 30–27)     | 3               | 5:00            |                 |
| Card Preliminare |                        |                     |                 |                    |                                             |                 |                 |                 |
|                  | Pesi piuma             | Alex Caceres        | batte           | Steven Peterson    | Decisione unanime (30–27, 29–28, 29–28)     | 3               | 5:00            |                 |
|                  | Pesi gallo femminile   | Raquel Pennington   | batte           | Irene Aldana       | Decisione non unanime (28–29, 29–28, 29–28) | 3               | 5:00            |                 |
|                  | Pesi mediomassimi      | Klidson Abreu       | batte           | Sam Alvey          | Decisione unanime (30–27, 30–27, 29–28)     | 3               | 5:00            |                 |
|                  | Catchweight (129 lbs.) | Jennifer Maia       | batte           | Roxanne Modafferi  | Decisione unanime (30–27, 30–27, 30–27)     | 3               | 5:00            |                 |
|                  | Pesi gallo             | Ray Borg            | batte           | Gabriel Silva      | Decisione unanime (29–28, 29–28, 29–28)     | 3               | 5:00            |                 |
|                  | Pesi gallo             | Mario Bautista      | batte           | Jin Soo Son        | Decisione unanime (30–27, 30–27, 29–28)     | 3               | 5:00            | FOTN            |
|                  | Pesi gallo             | Felipe Colares      | batte           | Domingo Pilarte    | Decisione non unanime (29–28, 28–29, 29–28) | 3               | 5:00            |                 |

## Premi
I lottatori premiati ricevettero un bonus di 50.000 dollari.
Legenda:
- FOTN: Fight of the Night (vengono premiati entrambi gli atleti per il miglior incontro dell'evento)
- POTN: Performance of the Night (viene premiato il vincitore per la migliore performance dell'evento)